# Boulton Paul Defiant
Boulton Paul Defiant var en britisk 1-motors jager. Defiant adskilte sig fra andre jagere ved, at den havde alt skytset i et elektrisk drevet kanontårn bag sin cockpit. Defiant blev udviklet som en interceptor til brug mod formationer af bombefly. En rolle, den fungerede i, hvis den ikke mødte på fjendtlige jagere, noget den ofte gjorde. Senere fik den en ny funktion som natjager udstyret med radar, en opgave, den udførte med større succes.
Tidligt i maj 1941 sendte Luftwaffe bombefly mod Greenock i Skotland. Angrebet mislykkedes, delvis fordi enorme bål var tændt inde i landet for at aflede Luftwaffe-piloter, men også fordi en gruppe Boulton Paul Defiant-fly, der øvede sig på natflyvning i Ayr, opdagede det tyske angreb. Boulton Paul Defiant-fly blev senere afskrevet som ubrugelige, men de fik faktisk spredt angrebsstyrken, hvad der reddede Greenock fra en ødelæggelse, der kunne være blevet lige så total som den, Clydebank var blevet udsat for i marts samme år.